# Neivamyrmex densepunctatus
Neivamyrmex densepunctatus é uma espécie de formiga do gênero Neivamyrmex.